# Baltazar Medina
Baltazar Medina (Sopetrán, Antioquia; 30 de octubre de 1947) es un licenciado en educación física y gerente deportivo colombiano. Entre el 3 de marzo de 2009 y el 10 de marzo de 2021 se desempeñó como el presidente del Comité Olímpico Colombiano, hasta que fue reemplazado por Ciro Solano. Bajo su gestión, Colombia vivió sus mayores triunfos olímpicos en la historia. El 11 de noviembre de 2017 fue designado como presidente de la ODEBO.

## Biografía
Desde muy niño, Baltazar Medina se fue con su familia a la capital antioqueña, en donde se convirtió en un precoz dirigente y organizador de eventos deportivos en la preparatoria Luciano Pulgar y en la Escuela Normal de Varones, en donde fundó el club Esnova. En su adolescencia, Medina practicó gimnasia y baloncesto, aunque reconoce que "era más bien normalito", jugaba como armador, pero no siguió porque en esa época realmente el deporte no era una opción de vida como lo es en la actualidad. Comenzó a estudiar Biología en la Universidad de Antioquia, pero apenas abrieron la licenciatura en Educación Física, se cambió. Luego fue docente e incursionó en la vida pública. Ha pasado por Coldeportes Antioquia, la Secretaría de Educación Departamental, la caja de compensación familiar Comfama, Indeportes y la Lotería de Medellín. Hizo una especialización y un diplomado en Gestión y gerencia deportiva y varios cursos de administración pública y ha pertenecido a los órganos directivos de las ligas de gimnasia, judo y baloncesto de Antioquia, la Federación Colombiana de Ciclismo, la Comisión Arbitral de la Dimayor y la Corporación Los Paisitas. También fue entrenador de baloncesto,  juez de voleibol y fundador del Colegio de Árbitros de Antioquia.
Es separado, y actualmente tiene dos hijos ya mayores.